# Monmouth Mayhill vasútállomás
Monmouth Mayhill a walesi város két vasútállomása közül a kisebbik volt (a másik a Monmouth Troy volt). 1873-ban épült meg a Ross és Monmouth vasútvonal megépítésével egy időben. 1959-ben zárták be a vasútvonallal együtt. Eredetileg a vasútvonal végállomása volt. A másik állomástól a Wye folyó választotta el. A két monmouthi állomás között 1874-ben egy új, kilencven méter hosszú acélhidat építettek, az úgynevezett Beaufort herceg hidat. Mayhill eredetileg ideiglenes állomásnak épült, de végül állandó megállóhely lett. A Wye folyó partján álló May Hill rakodópart területén épült fel, ahol lehetőség volt a szállított áru átrakodására uszályokra. Az állomás területén faraktár is működött valamint egy gázgyár. Az állomást 1959. január 5-én bezárták, épületeit elbontották. Ma mindössze egy vágány látható az egykori állomásból.

## Vasútvonalak
Az állomást az alábbi vasútvonalak érintik:

## Kapcsolódó állomások
A vasútállomáshoz az alábbi állomások vannak a legközelebb:

## Fordítás
- Ez a szócikk részben vagy egészben  a   Monmouth Mayhill railway station című angol Wikipédia-szócikk ezen változatának fordításán alapul.  Az eredeti cikk szerkesztőit annak laptörténete sorolja fel. Ez a jelzés csupán a megfogalmazás eredetét és a szerzői jogokat jelzi, nem szolgál a cikkben szereplő információk forrásmegjelöléseként.